# Битва при Борносе (1812)
В битве при Борносе 31 мая 1812 года испанские войска во главе с Франсиско Бальестеросом атаковали имперскую французскую дивизию под командованием Николя Франсуа Конру. Хотя испанцам удалось застать французов врасплох, уступающие по численности французские солдаты смогли отбить атаку противника. Испанцы понесли куда более тяжёлые потери, чем французы. Борнос находится на трассе 342 примерно в 64 км к северо-востоку от Херес-де-ла-Фронтера. Сражение произошло во время Пиренейских войн, являющихся частью наполеоновских войн.

## Битва
В марте 1812 года дивизионный генерал Николя Франсуа Конру удерживал этот город, командуя дивизией из 5445 человек в восьми батальонах, а также артиллерией. В начале мая Франциско Бальестерос покинул Гибралтар и направился к Борносу. Испанские войска, окутанные туманом, атаковали город. Поначалу им сопутствовала удача, однако Конру удалось сплотить свои войска и начать серию контратак. Французские войска включали в себя 9-й лёгкий и 96-й линейный пехотные полки, 5-й шассёрский полк и одни эскадрон 2-го шассёрского полка. В итоге Конру удалось победить Бальестероса, захватив при этом 600 испанских солдат, четыре пушки и два знамени. Историк Дигби Смит указывает, что французские войска содержали по два батальона из 9-го лёгкого и 96-го линейного пехотных полков, один батальон из 16-го лёгкого полка и 5-шассёрский полк, в общей сложности 4,5 тыс. человек. Он отметил, что Бальестерос, изначально имевший 8,5 тыс. солдат, потерял 1,5 тыс. человек и четыре пушки. Дэвид Гейтс писал, что французы потеряли около 500 человек, и соглашался со Смитом в том, что войска Конру нанесли своему противнику урон примерно в 1,5 тыс. человек.
Предыдущая битва при Борносе произошла 5 ноября 1811 года. Три французские колонны потерпели неудачу в попытке захватить испанские войска во главе с тем же Бальестеросом. Вместо этого испанский генерал атаковал одну из колонн преследователей, причинив ей урон в 100 человек и вынудив целый французский союзнический батальон Juramentado перейти на сторону испанцев.